# 左營大路
左營大路（Zuoying Avenue）為高雄市左營區的南北向重要道路，沿途經過傳統上的左營聚落。起端為左楠路銜接翠華路口（為Y字路口），末端為左營舊城啟文門圓環，可銜接中華一路、九如四路、鼓山三路往高雄市區其他區域。
2022年3月16日起，左營大路（舊城南門圓環至埤子頭路路段）進行電纜下地及人行道改造工程。

## 行經行政區域
- 左營區

## 歷史
左營大路的歷史可以追溯到臺灣日治時期大正十年（1921年）所開闢的「高楠公路」，該路線從打狗停車場（後來的高雄港車站），經過內惟、左營舊城南門、後勁，再沿著後來的中油高雄煉油總廠到楠梓:141。在開闢這條公路之前，打狗一帶的居民北上往臺南府城，是要從南門進城，經大道公街出北門，再經過後勁才抵達楠梓:142。當時的高楠公路約有12公尺寬，在開闢之後兩側開始發展，取代原本北門外的店仔頂街與埤仔頭街:142。

## 沿線設施
（由南至北）
- 海青工商(1號)
- 高雄市左營區永清國民小學(2-2號)
- 國家中山科學研究院昇園招待所(2-70號)
- 海軍海光俱樂部(4號)
- 港都客運左營南站(3號)
- 左營南站郵局(75號)
- 左營區行政中心(479號)
  - 左營實踐公共托嬰中心(1樓)
  - 左營戶政事務所(3樓)
  - 左營區清潔隊(3樓)
  - 左營區公所(4樓、5樓)
  - 高雄市稅捐稽徵處左營分處(6樓)
  - 財政部高雄國稅局左營稽徵所(7樓)
- 哈囉市場 - 菜公路口市集
- 高雄市立左營高級中學(側門)
- 台灣中油松詠加油站 - 新厝左營大路站(920號)

## 公車資訊
- 港都客運
  - 6 左營南站－萬金路
  - 29 左營南站-楠梓區公所
  - 38 左營南站－榮民總醫院
  - 39 左營南站－榮民總醫院
  - 73 左營區公所－建軍站
  - 205 中華幹線 加昌站－高雄火車站－輕軌夢時代站(統一時代百貨)
  - 217 加昌站－合群社區－鳥松區公所
  - 218 內惟幹線 加昌站－高雄火車站
  - 219 加昌站－鹽埕埔
- 漢程客運
  - 紅25 先勝路口－高雄火車站(同愛街口)
  - 紅35 金獅湖站－高鐵左營站－捷運凹子底站
- 南台灣客運
  - 301 加昌站－高雄火車站
  - 紅36 裕誠幹線 先勝路口－捷運巨蛋站－文藻外語大學
  - 紅51 高鐵左營站－蓮池潭－捷運生態園區站
- 高雄客運
  - 8015 高雄火車站－仕隆－岡山
  - 8017 高雄火車站－赤崁－岡山
  - 8021 鳳山－彌陀
  - 8043 高雄火車站－台17線－茄萣
  - 8045 高雄火車站－赤崁－舊港口－岡山

## 公共自行車
- 高雄市公共自行車租賃系統：
  - 左營區公所：左營大路479號(前人行道)
  - 左營舊城派出所：左營大路101號前
  - 左營左營大路6巷口西側：左營大路4-7號(對側人行道)
  - 左營忠信路8巷口西側：左營大路2-43號(對側人行道)
  - 海青工商：南大路4號(對側人行道)

## 相關連結
- 高雄市主要道路列表